# Beloye solntse pustyni
Béloye solntse pustyni (en ruso: Белое солнце пустыни y conocida como El fulgurante sol del desierto en la Argentina y Sol blanco del desierto en España) es una de las películas soviéticas más célebres de todos los tiempos. La mezcla de acción, comedia, música y drama la hicieron muy famosa en su época y adquirió estatus elevado en la cultura soviética y rusa desde entonces. Los cosmonautas la ven ritualmente antes de muchos lanzamientos espaciales. La obra aportó numerosas expresiones al idioma ruso (vid. infra). La canción principal, "Su Excelencia, la señora Fortuna" con la letra de Bulat Okudzhava se convirtió en un gran éxito.
El director, Vladímir Motyl, dijo que le influyeron filmes como Stagecoach y 'Sólo ante el peligro' y que él describe el suyo como un cóctel de arriesgados cuentos folclóricos y un western. Antes que a él, se le ofreció la dirección a muchos directores como Andréi Tarkovski, quienes la rechazaron, según Motyl aduce, por dos razones principales: en primer lugar, porque se pensaba que solo los actores estadounidenses sabrían protagonizar un western, y, en segundo lugar, porque consideraban que el guion era débil. El género del film se inscribe dentro del eastern u ostern.
Motyl -cuyo padre fue acusado de espionaje y murió en el campo de trabajos de Solovkí en 1931 y cuya madre fue desterrada, junto con él, tras los Montes Urales durante el régimen de Stalin - se encontraba obligado a aceptar el encargo para conservar el trabajo. Por consiguiente, reescribió una gran parte del guion y todos los diálogos del personaje interpretado por Pável Luspekáev, Vereshcháguin, redactado inmediatamente antes de comenzar el rodaje.  Los guionistas publicaron un libro homónimo y también se publicó un videojuego sobre el filme. En 1998 se concedió a los creadores el Premio Estatal de la Federación de Rusia. Casi treinta años pasaron desde que la obra iluminó las salas.

## Trama
La acción se ambienta en la costa este del mar Caspio, en la actual Turkmenistán, donde Fiódor Sújov, soldado del Ejército Rojo, ha luchado durante la Guerra civil rusa durante muchos años. Tras ser hospitalizado y licenciado, durante el regreso a su hogar junto a su esposa, se ve atrapado en el desierto en medio de una pelea entre una unidad de caballería del Ejército Rojo y rebeldes basmachí. Sújov termina custodiando el harén del caudillo basmach, Abdullah, cuando sus camaradas del ejército lo persiguen. La tarea resulta ser peor de lo imaginado, y entre los ataques de los basmachí y los ofrecimientos del harén, Sújov debe lidiar con Vereshcháguin, un borracho antiguo oficial imperial ruso de aduanas que todavía cuida el puesto fronterizo comercial y el museo donde se cobijan.

## Argumento
La acción se ambienta a principios de 1920, en Transcaspia, Rusia (en el actual Turkmenistán). La Guerra Civil Rusa está terminando, pero aún siguen existiendo restos de bandas basmachíes en Asia Central. Un soldado del Ejército Rojo, Fiódor Sújov (Anatoli Kuznetsov) camina por el desierto tras combatir en el frente, para regresar a su hogar en Samara, con su esposa Katerina Matvéyevna (Raísa Kúrkina), a quien menciona a lo largo de la película. En el camino, rescata a un turquestano llamado Saíd (Spartak Mishulin), el cual estaba enterrado en la arena hasta el cuello. Después de ser desenterrado, Said le comenta que unos bandidos, liderados por un hombre llamado Dzhavdiet, fue quienes lo enterraron ahí, con la finalidad de que muriera lentamente, y que además, mataron a su padre y se apoderaron de todas sus pertenencias, por lo que en agradecimiento por salvarlo, aunque no le promete nada, le dice que le pagará a Sújov su deuda con él si es necesario.
A continuación, Sújov se encuentra con el comandante bolchevique Rajímov (Musa Dudayev), quien había rescatado a unas mujeres del harén de un  cruel caudillo basmachí llamado "Abdullá el Negro" (Kaji Kavsadze). Rajímov le pide a Sújov que escolte a las mujeres hacia el pueblo de Pedzhent, debido a que Abdullá piensa matarlas. A pesar de que este se niega, pues ya quiere regresar a casa, Rajímov lo deja en medio del desierto, junto con Petruja (Nikolái Godovikov) un joven soldado del Ejército Rojo, para ayudar a Sújov con la misión, por lo que sin alternativa, se dirigen al pueblo.
Finalmente llegan a Pedzhent, donde Sújov le pide al curador del museo local, Lébedev (Nikolái Badiev) que le brinde refugio a las mujeres, aunque acepta con reticencia. Una vez en el museo, Sújov piensa retomar su camino a casa, pero repentinamente una banda de basmachíes irrumpe el museo y secuestra a las mujeres nuevamente, hiriendo a Petruja en el proceso. Estos también capturan a Sújov mientras se daba un baño en el mar, aunque rápidamente logra superar a sus captores, con ayuda de Saíd, quien se vuelve su amigo. Sújov se da cuenta de que las exesposas de Abdullá lo ven como su nuevo marido, pero este las insta a ser libres, dejar los burka y abandonar la poligamia.
En busca de armas y apoyo, Sújov acude con su antiguo superior, Pável Vereshcháguin (Pável Luspiekáyev), un viejo exfuncionario de aduanas zarista. Aunque inicialmente acepta ayudarlos, pues se encariñó con Petruja ya que le recuerda a su hijo fallecido, su esposa Anastasia (Raísa Kúrkina) lo disuade de no hacerlo. Mientras tanto Saíd se encuentra con Abdullá, revelando que su padre era gran amigo de este último. Sújov toma una ametralladora Lewis de la casa de Vereshcháguin, así como una caja de dinamita que había encontrado anteriormente, y coloca esta última en el motor del único barco atracado en la costa. Mientras repara la ametralladora, Sújov conversa con Gulchatái, la mujer más joven del harén, que lo sigue viendo como su "esposo", y aunque nuevamente la rechaza, promete presentarle a Petruja.
Al día siguiente, los basmachíes llegan y Abdullá vuelve a encontrar a sus mujeres, a quienes quiere castigarlas por su supuesta "deshonra" (ya que no se suicidaron cuando este las dejó). Cuando se prepara para ejecutarlas, Sújov aparece de sorpresa, y obliga a Abdullá a ordenar a sus hombres que se suban al barco, para luego encerrarlo en un sótano. Sin embargo, Abdullá logra convencer a Gulchatái de que lo libere, pero acto seguido la asesina a ella y a Petruja. Al darse cuenta de lo ocurrido, Sújov intenta convencer a Saíd de que lo ayude a enfrentar a Abdullá, pero este decide irse. Lébedev le comenta a Sújov que existe un antiguo pasaje subterráneo que lleva directo al mar, por el cual escapa con las mujeres. Tiempo después, los basmachíes llegan al museo, y aunque Lébedev los confronta, Abdullá termina matando al anciano, enterándose del atajo subterráneo. Una vez en la playa, Sújov y las mujeres se esconden en un tanque para petróleo vacío, y cuando Abdullá llega y se da cuenta, decide prenderle fuego al tanque con un aceite que encontró. En eso, Vereshcháguin conversa con Sújov, y se entera de que el jefe basmachí asesinó a Petruja. Cuando los basmachíes están a punto de prenderle fuego, llega de forma inesperada Saíd, pues quiere estar a mano con Sújov, por lo que mata a varios hombres de Abdullá, y justo después Sújov sale del tanque y acribilla a más con la ametralladora.
Al enterarse de la muerte de Petruja, Vereshcháguin decide finalmente ayudar a Sújov,  por lo que se enfrenta a los basmachíes, los derrota y logra tomar el control del barco que tenían. Mientras tanto, Sújov y Saíd se enfrentan a Abdullá. En el barco, Vereshcháguin, sin saber que el motor está conectado a dinamita, lo enciende, a pesar de las advertencias de Sújov, ocasionando una explosión que destruye el barco y lo termina matando, así como a la mayoría de los basmachíes.
Abdullá, siendo el único superviviente de los basmachíes, intenta subir al tanque para asesinar a las mujeres, y aunque se encuentra en una posición vulnerable, de espaldas, Sújov le llama para que se volteé (para matarlo con honor), y acto seguido, le dispara varias veces, matándolo. Una vez con las mujeres a salvo, son escoltadas nuevamente por Rajímov, y Sújov le ofrece a Saíd ayudarlo a enfrentarse a Dzhavdiet, pero este se niega, pues por razones de enemistad de sangre, debe de matar a Dzhavdiet él mismo, por lo que simplemente le desea buena suerte y se despide. Finalmente, Sújov reanuda su viaje de regreso a casa para reunirse por fin con Katerina.

## Citas célebres
Muchas expresiones célebres usadas en la película se incorporaron al acervo lingüístico ruso. La primera es la más conocida de todas.
- Oriente es un asunto delicado (Восток — дело тонкое); se refiere a cualquier cuestión complicada o difícil, no necesariamente de naturaleza "oriental".
- La aduana da la luz verde ("Таможня дает добро!"); se refiere a cualquier tipo de aprobación, especialmente las reacias.
- Sus granadas son de otro sistema ("Да гранаты у него не той системы"); se refiere a o comenta sobre cualquier tipo de excusa, especialmente las ridículas.
- Gulchatái, muestra tu carita ("Гюльчатай — открой личико"); un refrán que los chicos dirigen a las chicas.
- Da rabia por el Imperio ("За державу обидно"); se refiere al débil estado actual de Rusia, que solía ser una superpotencia; de nuevo usado en el contexto político desde la disolución de la Unión Soviética.

## Reparto
- Anatoli Kuznetsov como Fiódor Sújov, un soldado del Ejército Rojo del Regimiento Revolucionario Transcaspio, que va de regreso a casa tras estar recuperación en un hospital por lesiones en la guerra. Muestra mucha sabiduría y habilidad en sus acciones y un lado humano amable en sus sueños gráficos, en los que mentalmente escribe cartas a su amada esposa.
- Spartak Mishulin como Saíd, un pastor turquestano de pocas palabras que tras ser rescatado por Sújov se vuelve su amigo, y quiere enfrentarse por honor a un bandido llamado Dzhavdiet.
- Pável Luspekáev como Pável Vereshcháguin, un exoficial de aduanas zarista que vive con su esposa en un pueblo remoto. Anteriormente fue superior de Sújov, y aunque en un principio se niega a apoyarlo a él o a Abdullá, finalmente ayuda al protegonista.
- Kaji Kavsadze como "Abdullá el Negro", el antagonista de la película, un astuto y despiadado bandido y caudillo basmachí.
- Tatiana Fedótova y Tatiana Denísova como Gulchatái, la mujer más joven del harén de Abdullá
- Nikolái Godovikov como Petruja, un joven soldado del Ejército Rojo, al servicio de Sújov, que está enamorado de Gulchatái.
- Raísa Kúrkina como Anastasia, la esposa de Vereshcháguin.
- Musa Dudáyev como Rajímov, un comandante del Ejército Rojo, quien le pide a Sújov el favor de escoltar a las mujeres del harén en el camino hacia Pedzhent.
- Nikolái Badiev como Lébedev, el curador del museo de Pedzhent.
- Galina Luchái como Katerina Matvéyevna, la esposa de Sújov; la cual aparece en la película sólo a través de los sueños de Sújov.
- Pasha Abdulragimov como Mahmud, un basmachí, mano derecha de Abdullá.
- Vladímir Kadochnikov como Semión, un teniente del Ejército Blanco, y aliado de Abdullá.

## Tradición de los cosmonautas
La película pertenece a un ritual espacial cosmonauta. Charles Simonyi, el quinto turista espacial la vio antes de partir.